# 공물
공물(公物, res publica)인 행정주체에 의하여 직접 행정목적에 공용되는 개개의 유체물을 말한다.

## 종류
- 공공용물: 직접 일반공중의 사용에 제공된 물건이다. (예: 도로, 하천)
- 공용물: 직접적으로 행정주체 자신의 사용에 제공된 물건이다. (예:관공서, 교도소)
- 보존공물: 그 물건 자체의 보존을 그 목적으로 하는 물건이다. (예: 문화재)
- 국유공물: 물건의 소유권이 국가에 있는 공물이다.
- 공유공물: 물건의 소유권이 지방정부에 있는 공물이다.
- 사유공물: 소유권은 사인에게 있으나, 행정주체에 의하여 공적 목적에 제공되는 물건이다.
- 자연공물

## 판례
- 일반적으로 도로는 국가나 지방정부가 직접 공중의 통행에 제공하는 것으로서 일반국민은 이를 자유로이 이용할 수 있는 것이기는 하나, 그렇다고 하여 그 이용관계로부터 당연히 그 도로에 관하여 특정한 권리나 법령에 의하여 보호되는 이익이 개인에게 부여되는 것이라고까지는 말할 수 없으므로, 일반적인 시민생활에 있어 도로를 이용만 하는 사람은 그 용도폐지를 다툴 법률상의 이익이 있다고 말할 수 없지만, 공공용재산이라고 하여도 당해 공공용재산의 성질상 특정개인의 생활에 개별성이 강한 직접적이고 구체적인 이익을 부여하고 있어서 그에게 그로 인한 이익을 가지게 하는 것이 법률적인 관점으로도 이유가 있다고 인정되는 특별한 사정이 있는 경우에는 그와 같은 이익은 법률상 보호되어야 할 것이고, 따라서 도로의 용도폐지처분에 관하여 이러한 직접적인 이해관계를 가지는 사람이 그와 같은 이익을 현실적으로 침해당한 경우에는 그 취소를 구할 법률상의 이익이 있다.[1]
- 공용폐지의 의사표시는 명시적이든 묵시적이든 상관이 없으나 적법한 의사표시가 있어야 하고, 행정재산이나 보존재산이 사실상 본래의 용도에 사용되고 있지 않다거나 행정주체가 점유를 상실하였다는 정도의 사정이나 무효인 매도행위를 가지고 묵시적 공용폐지가 있었다고 볼 수 없다.[2]
- 국유재산에 대한 취득시효가 완성되기 위하여는 그 국유재산이 취득시효기간 동안 계속하여 시효취득의 대상이 될 수 있는 잡종재산이어야 하고, 이러한 점에 대한 증명책임은 시효취득을 주장하는 자에게 있다고 할 것이다.[3]
- 교회 건물 지하도로 점용을 전제로 한 건축허가변경신청사건에서 판례는 도로법(2008. 3. 21. 법률 제8976호로 전문 개정되기 전의 것) 제40조 제1항에 의한 도로점용은 일반 공중의 교통에 사용되는 도로에 대하여 이러한 일반사용과는 별도로 도로의 특정부분을 유형적·고정적으로 특정한 목적을 위하여 사용하는 이른바 특별사용을 뜻하는 것이고, 이러한 도로점용의 허가는 특정인에게 일정한 내용의 공물사용권을 설정하는 설권행위로서 공물관리자가 신청인의 적격성, 사용목적 및 공익상 영향 등을 참작하여 허가 여부를 결정하는 재량행위라고 판시하고 있다.[4]
- 국유재산 등의 관리청이 하는 행정재산의 사용·수익에 대한 허가는 순전히 사경제주체로서 행하는 사법상의 행위가 아니라 관리청이 공권력을 가진 우월적 지위에서 행하는 행정처분으로서 특정인에게 행정재산을 사용할 수 있는 권리를 설정하여 주는 강학상 특허에 해당한다.[5]
- 공물의 공용폐지에 관하여 국가의 묵시적인 의사표시가 있다고 인정되려면 공물이 사실상 본래의 용도에 사용되고 있지 않다거나 행정주체가 점유를 상실하였다는 정도의 사정만으로는 부족하고, 주위의 사정을 종합하여 객관적으로 공용폐지 의사의 존재가 추단될 수 있어야 한다.[6]

## 같이 보기
- 헌법 경제학
- 국유화
- 공공재
- 공공 부문
- 공공장소
- 사회 자본
- 국유기업